# Khung
Khung (nep. खुङ) – gaun wikas samiti w zachodniej części Nepalu w strefie Rapti w dystrykcie Pyuthan. Według nepalskiego spisu powszechnego z 2001 roku liczył on 530 gospodarstw domowych i 2740 mieszkańców (1403 kobiet i 1337 mężczyzn).